# Lo spino del filo spinato

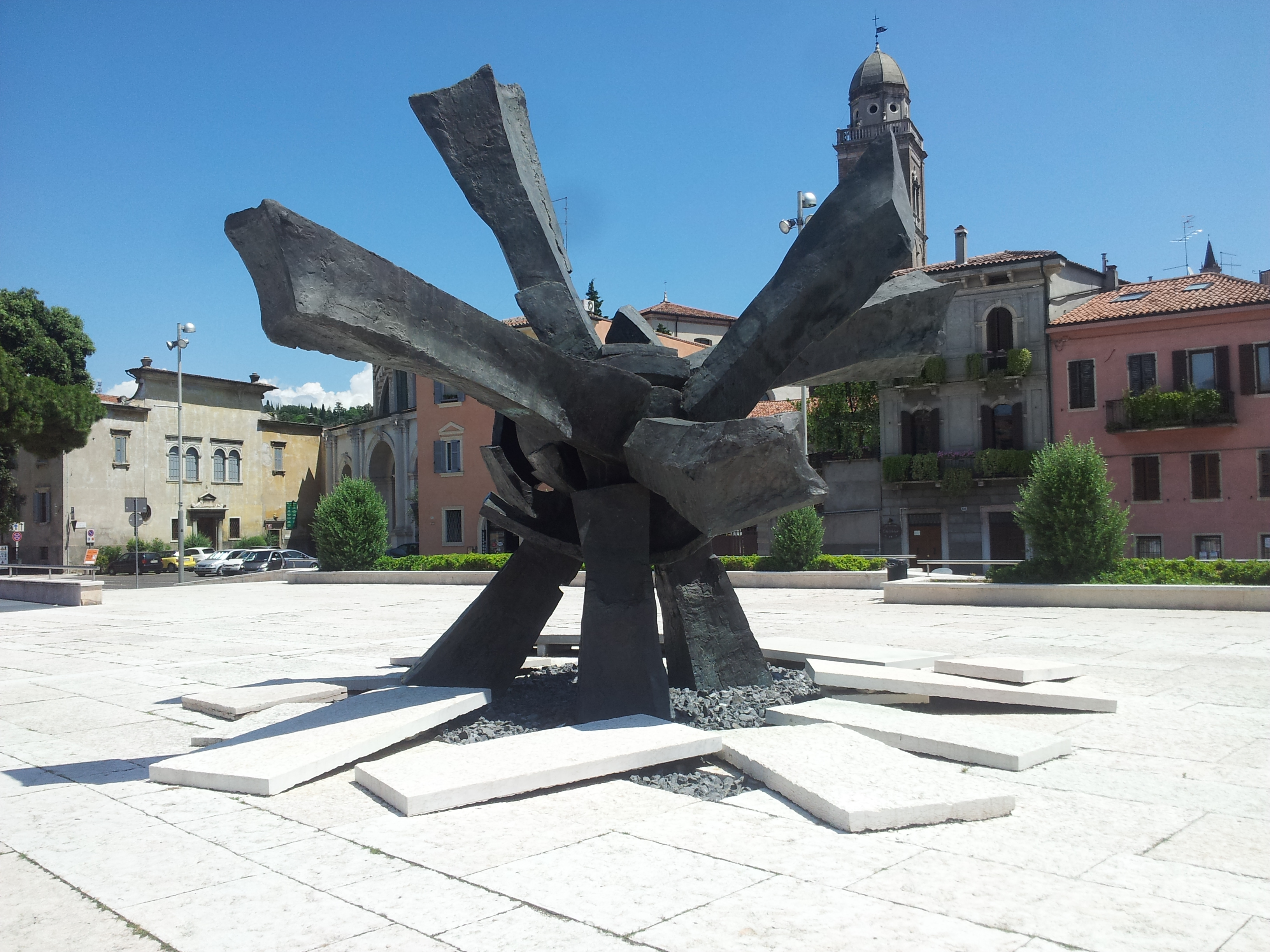
La scultura Lo spino del filo spinato di Pino Castagna

La scultura Lo spino del filo spinato è un'opera bronzea del XXI secolo che si trova in Piazza Isolo a Verona.

## Storia
Realizzata dall'artista Pino Castagna, la scultura è stata collocata nel gennaio del 2009 in piazza Isolo a Verona su un basamento di pietre nere così come voluto dall'architetto Giovanni Cenna, che ne ha curato l'installazione.
Il progetto è nato grazie alla volontà di un comitato di cittadini veronesi, promosso dal medico Dario Basevi, cavaliere della Repubblica, e presieduto da Renzo Zorzi, con l'intento di ricordare le vittime della Shoah e delle deportazioni naziste nel corso della seconda guerra mondiale ed ha avuto il sostegno del Comune di Verona.
La realizzazione dell'opera si deve al prezioso contributo della Fondazione Banco Popolare di Verona e della Fondazione Cariverona in collaborazione con l'Istituto Veronese per la Storia della Resistenza e dell'Età Contemporanea e la Società Letteraria di Verona.

## Descrizione

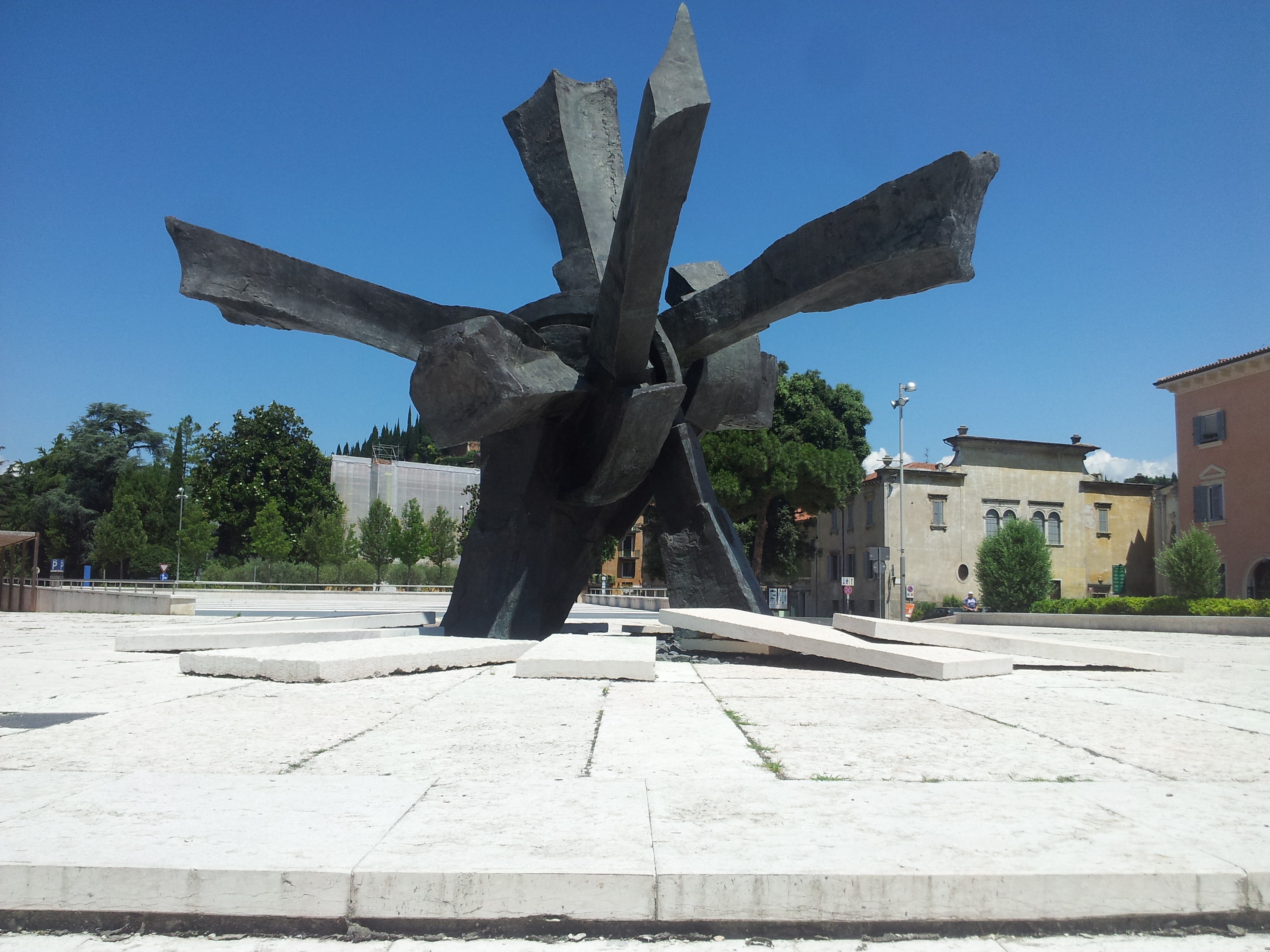
La scultura da una diversa visuale

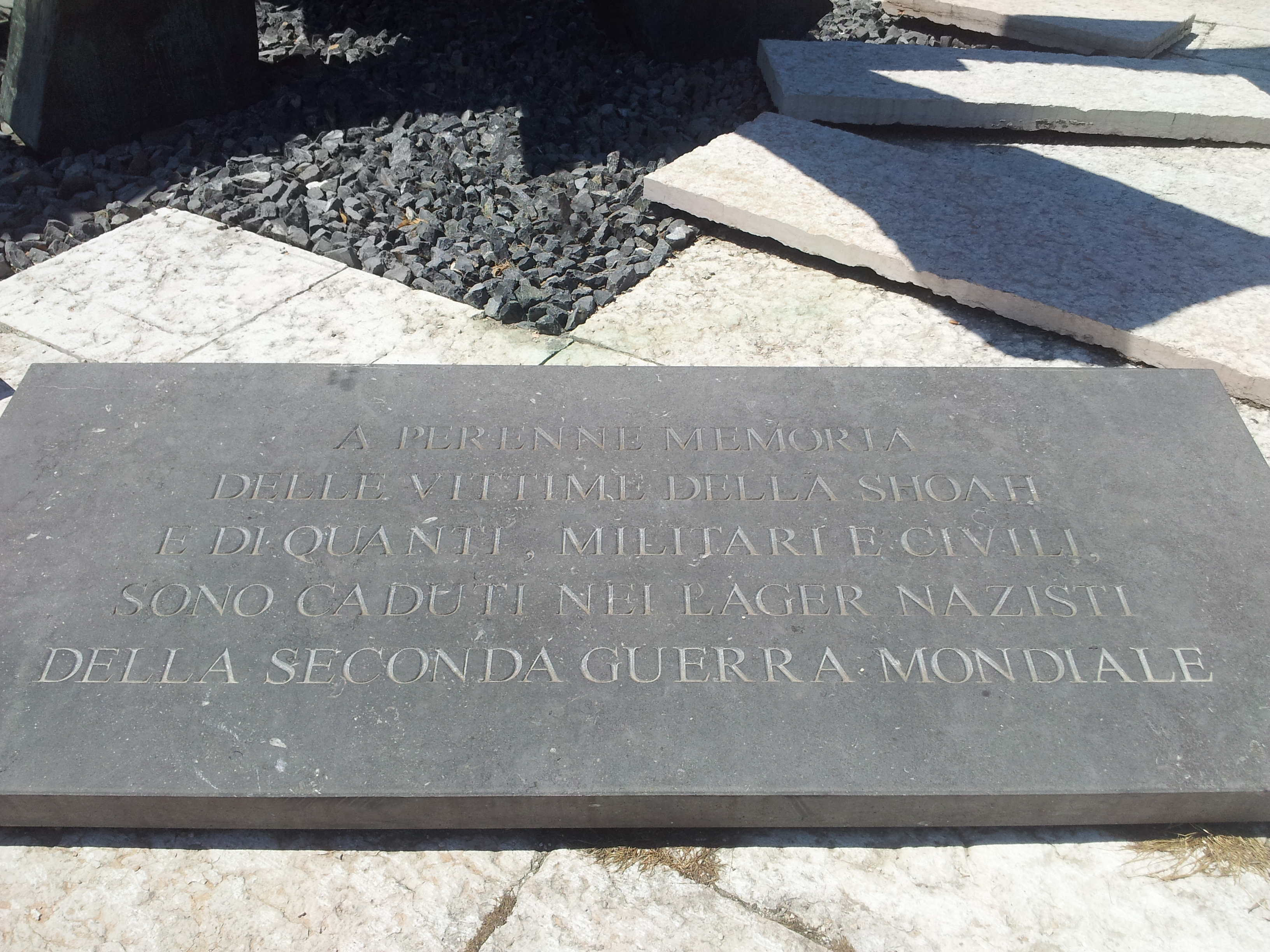
Dettaglio della targa commemorativa

La scultura, in bronzo, rappresenta un nodo di filo spinato, ingigantito alle dimensioni di cm 613 x 690 x 573. L'opera è imponente per grandezza e forza evocativa e si erge scura in netto contrasto con il candore del lastricato bianco che pavimenta la piazza, a simboleggiare un monito imperituro per le coscienze presenti e future.